# James Lawrence
James Lawrence (Burlington, 1 de outubro de 1781 — 4 de junho de 1813) foi um oficial naval estadunidense. Durante a Guerra anglo-americana de 1812, comandou o USS Chesapeake num combate contra o HMS Shannon (comandado por Philip Broke). Ele é, provavelmente, hoje mais conhecido por seu grito de morte "Não desista do navio!" ("Don't give up the ship!"), e que foi utilizado na bandeira de Oliver Hazard Perry duarante as batalhas para relembrar o seu amigo morto.

## Biografia
Lawrence nasceu em Burlington (Nova Jérsei), mas foi criado em Woodbury, filho de John e Martha (Tallman) Lawrence. Sua mãe morreu quando ele era um bebê e seu pai lealista fugiu para o Canadá durante a Revolução Americana, deixando a sua meia-irmã para cuidar do bebê. Embora Lawrence tenha estudado Direito, ingressou na Marinha dos Estados Unidos como um guarda-marinha em 1798.
Durante a Quase-guerra com a França, serviu no USS Ganges e na fragata USS Adams, no Caribe. Foi comissionado tenente em 6 de abril de 1802 e serviu a bordo do USS Enterprise no Mar Mediterrâneo, participando de um ataque bem sucedido à naves inimigas em 2 de junho 1803.
Em fevereiro de 1804, foi o segundo no comando durante a expedição para destruir a fragata capturada USS Philadelphia. Mais tarde, em conflito, ele comandou o Enterprise e uma canhoneira nas batalhas com os tripolitânios. Foi primeiro-tenente da fragata Adams e, em 1805, comandou o pequeno Gunboat No. 6 (canhoneira) durante um viagem através do Atlântico ao norte da África.
Embora os Gunboats No. 2 até o No. 10 (canhoneiras; não tendo sido utilizado o No. 7) chegaram ao Mediterrâneo tarde demais para realizar a ação, e permaneceram lá com a esquadra do Comodoro John Rodgers até o verão de 1806, quando navegou de volta para os Estados Unidos. Em 12 de junho de 1805, utilizando do Gunboat No. 6 (canhoneira) encontrou um navio da Marinha Real que impressionou três marinheiros.
Posteriormente, o tenente Lawrence comandou os navios de guerra USS Vixen, USS Wasp e USS Argus. Em 1810, participou de ensaios experimentais com um spar torpedo, uma bomba colocada dentro de uma vara em um barco. Promovido ao posto de comandante mestre em novembro de 1810, um ano depois assumiu o comando da sloop-of-war USS Hornet partindo para a Europa em missão diplomática. Desde o início da Guerra de 1812, Lawrence e Hornet cruzaram os mares ativamente, capturando o corsário Dolphin em julho de 1812. No final do ano, a bordo do Hornet bloqueou a chalupa britânica 'HMS Bonne Citoyenne no estado brasileiro da Bahia, e em 24 de fevereiro de 1813 capturou o HMS Peacock.

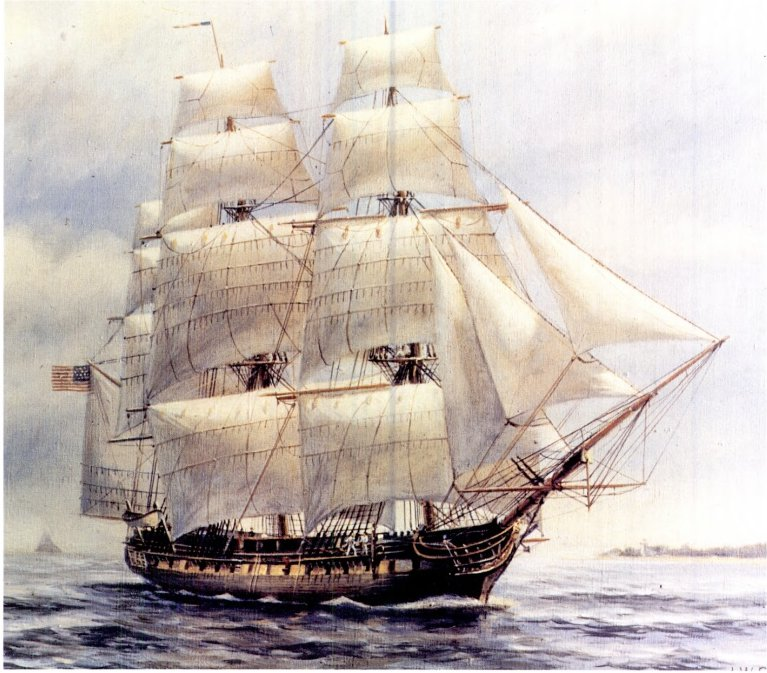
USS Chesapeake por F. Muller. US Navy Art Collection

Bandeira de batalha usada por Oliver Hazard Perry.

Após o seu regresso aos Estados Unidos em março, Lawrence soube da sua promoção a capitão. Dois meses depois, assumiu o comando da fragata USS Chesapeake, em seguida, preparou-se para o mar em Boston. Deixou o porto em 1 de junho de 1813 e imediatamente envolveu-se num bloqueio com a fragata da Marinha Real HMS Shannon em uma feroz batalha. Embora um pouco menor, o navio britânico derrotou o Chesapeake com armas de fogo durante os primeiros minutos. O capitão Lawrence, foi ferido mortalmente por armas de fogo, e ordenou aos seus marinheiros, "Não desistam do navio. Lutem até ele afundar." ("Don't give up the ship. Fight her till she sinks."). Ou "Diga a eles para disparar mais rápido, não desista do navio." ("Tell them to fire faster; don't give up the ship.") Sua tripulação foi dominada pelos britânico pouco tempo depois. James Lawrence morreu devido aos ferimentos em 4 de junho de 1813, enquanto os inimigos dirigiam o Chesapeake para a cidade de Halifax.
Após a morte de Lawrence ter sido relatada para o seu amigo e colega naval Oliver Hazard Perry, Oliver ordenou a confecção de uma grande bandeira de batalha azul, costurada com a frase "DONT GIVE UP THE SHIP" [sic] (não desista do navio), em letras brancas. A bandeira de Perry foi exibida durante uma participação vitoriosa contra os britânicos no Lago Erie, em setembro de 1813. A bandeira original é exibida no Museu de Academia Naval e uma réplica é exibida no Memorial Hall, na Academia Naval dos Estados Unidos em Annapolis (Maryland).

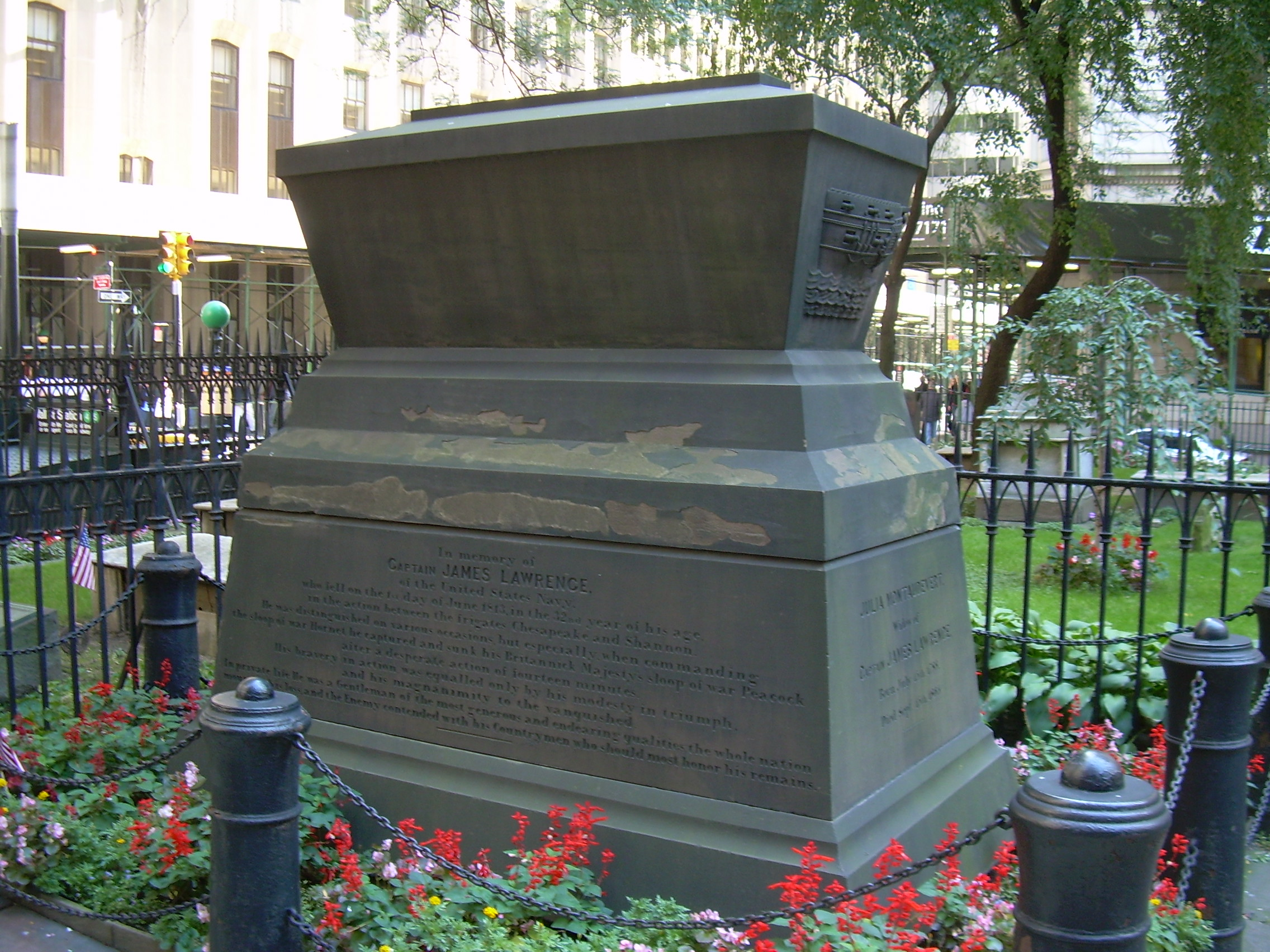
Sepultura de James Lawrence no Cemitério da Igreja da Trindade.

Lawrence foi enterrado com honras militares em Halifax, mas seus restos mortais foram desenterrados e levados para o Cemitério da  Igreja da Trindade em Nova Iorque. Ele foi socorrido por sua esposa, Julia (Montaudevert) Lawrence, que viveu até 1865, e sua filha de dois anos de idade, Mary Neill Lawrence. Em 1838, Mary se casou com um oficial da Marinha, o tenente William Preston Griffin.

## Homônimos e honrarias
Ele foi honrado com uma Medalha de Ouro do Congresso e um Agradecimento do Congresso.
Muitos lugares receberam o nome do Capitão Lawrence, incluindo:
- Condado de Lawrence (Alabama)
- Condado de Lawrence (Arkansas)
- Condado de Lawrence (Illinois)
- Condado de Lawrence (Indiana)
- Condado de Lawrence (Kentucky)
- Condado de Lawrence (Missouri)
- Condado de Lawrence (Ohio)
- Condado de Lawrence (Pensilvânia)
- Condado de Lawrence (Tennessee)
- Lawrenceburg (Tennessee)
- Lawrenceville (Geórgia)
- Lawrenceville (Illinois)
- Lawrenceville, um bairro de Pittsburgh
- Distrito municipal de Lawrence Township e o bairro Lawrenceville no distrito.

No seu local de nascimento, Burlington, há uma escola chamada Captain James Lawrence Elementary School.
Além disso, a Marinha dos EUA nomeou cinco navios com USS Lawrence.
- O primeiro USS Lawrence era um brigue, que atuou como nau do então comandante mestre Oliver Perry durante a Batalha do Lago Erie até que ela foi destruída nessa ação.
- O segundo USS Lawrence também era um brigue, servindo de 1843-1846.
- O terceiro USS Lawrence (DD-8) foi um contratorpedeiro de 400 toneladas, encomendado em 1903 e servindo até 1920.
- O quarto USS Lawrence (DD-250) era um contratorpedeiro da classe Clemson, servindo de 1921 até 1945.
- O quinto USS Lawrence (DDG-4) foi um contratorpedeiro da classe Charles F. Adams. Encomendado em 1962, atuou até 1994. Este navio foi batizado pela senhora Dorothy Redmond Hubbard, tataraneta do capitão Lawrence.